# 戴波
戴波（1960年—），四川荣县人，汉族，中华人民共和国政治人物、第十二届全国人民代表大会广西地区代表。
毕业于成都科技大学水利工程建筑专业。加入中国共产党。2013年，担任全国人大代表。